# Clemens Cornielje
Clemens Gerard Antoon Cornielje (sinh ngày 10 tháng 6 năm 1958 tại Lobith - mất ngày 17 tháng 3 năm 2022 tại Arnhem, Hà Lan) là một chính khách người Hà Lan và là cựu cố vấn chính trị và giáo dục. Ông là thành viên của Đảng Nhân dân vì Tự do và Dân chủ (Volkspartij voor Vrijheid en Democratie). Từ 1994 đến 2005, ông là thành viên của Hạ viện Hà Lan. Từ ngày 31 tháng 8 năm 2005 đến ngày 23 tháng 1 năm 2019, ông là Ủy viên của Vua (Ủy viên của Nữ hoàng cho đến năm 2013) của tỉnh Gelderland.
Cornielje học sinh học và toán học tại một trường đại học dạy nghề ở Nijmegen để trở thành giáo viên giáo dục trung học. Ông là thành viên của Giáo hội Công giáo La Mã, và là người đồng tính công khai.

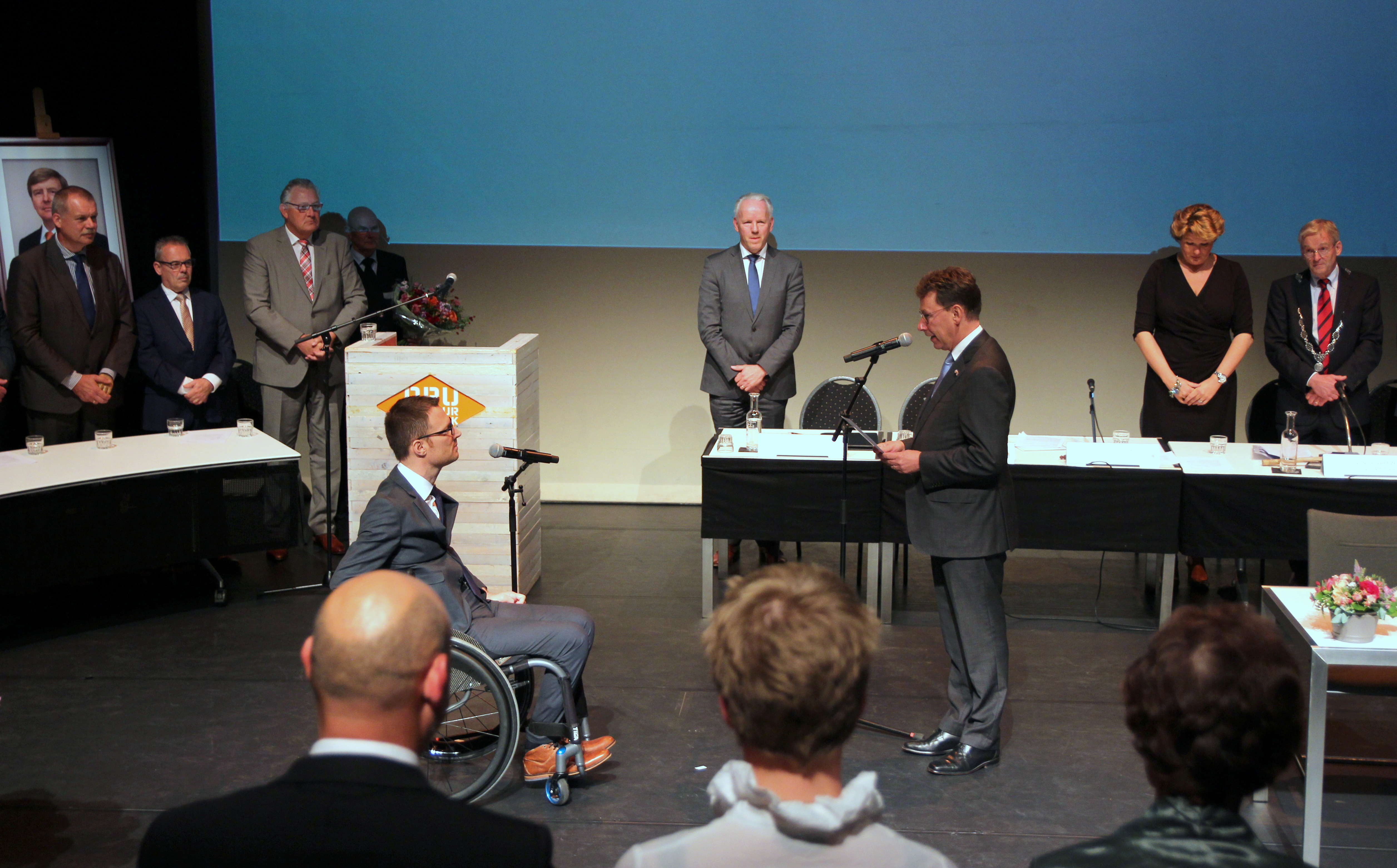
Cornielje tại cuộc hẹn của Otwin van Dijk làm thị trưởng của Oude IJsselstalet năm 2016

Đầu năm 2010, Cornielje được chẩn đoán mắc khối u ác tính, yêu cầu ông phải từ chức. Nhưng ông đã trở lại làm việc sau vài tháng. Ông được chẩn đoán mắc bệnh ung thư một lần nữa vào tháng 5 năm 2015. Vào tháng 4 năm 2017, một khối u não đã được phát hiện.
Vào ngày 11 tháng 4 năm 2018, Cornielje tuyên bố ý định từ chức Uỷ viên của Vua vào ngày 1 tháng 2 năm 2019. Ông biện minh điều này không phải vì căn bệnh của mình, mà vì đây là thời gian dành cho người kế vị. Bằng cách tuyên bố rời đi sớm, theo ông, sẽ có đủ không gian để tìm người kế vị kịp thời. Ông nói với Đảng chính trị của mình rằng ông muốn trở thành thành viên của Thượng viện Hà Lan.
Vào ngày 2 tháng 8 năm 2018, có thông báo rằng Cornielje đã tạm thời từ bỏ nhiệm vụ là ủy viên của vua vì viêm màng não. ông đã trở lại với nhiệm vụ của mình, và chia tay vị trí này vào ngày 23 tháng 1 năm 2019. Ông chính thức được thay thế bởi John Berends vào ngày 6 tháng 2 năm 2019.
Clemens Cornielje là một trong ba chính trị gia đồng tính công khai, từng là Uỷ viên của Vua, hai người còn lại là: Jan Franssen và Arno Brok.
Ông đã có mối quan hệ với bạn đời của mình Beces Niehoff.